# 西ヶ谷可吉
西ヶ谷 可吉（にしがや かきち、1858年（安政5年11月） - 1926年（大正15年）10月26日）は、日本の政治家。衆議院議員（1期）。

## 経歴
駿河国庵原郡庵原村(のち静岡県庵原郡庵原村、清水市を経て現・静岡市清水区)生まれ。漢学を学ぶ。農業と林業に従事する。庵原村会議員、同村長、静岡県会議員、同農会長、同柑橘同業組合長、庵原耕地整理組合長となる。また、庵原報徳社を創立し、幹事となり、東駿河報徳社社長、江尻貯蓄銀行を創立し、専務取締役となり、静岡農工銀行創立委員、同取締役、富士川銀行取締役となる。
1894年9月の第4回衆議院議員総選挙において静岡2区から立憲改進党公認で立候補したが落選した。1898年3月の第5回衆議院議員総選挙では立憲改進党から立候補したが落選した。同年8月の第6回衆議院議員総選挙は不出馬。1901年、伊達文三の死去による静岡2区の補欠選挙に立候補して当選する。衆議院議員を1期務め、1902年の第7回衆議院議員総選挙は不出馬。1926年に死去した。